# 埃伦·亨特
埃伦·亨特（英語：Ellen Hunter，1968年2月12日—），英国女子自行车运动员。她曾以领骑员身份代表英国参加2004年和2008年夏季残疾人奥林匹克运动会自行车比赛，获得三枚金牌和一枚银牌。